# Antonio Casali
Pour les articles homonymes, voir Casali.
Antonio Casali, né le 25 mai 1715 à Rome et mort le 14 janvier 1787 à Rome, est un cardinal italien du XVIIIe siècle.

## Biographie
Casali fonde le Conservatorio di San Pietro in Montorio pour les pauvres et établit une boulangerie et une usine pour la fabrication d'autres biens ; renommé Conservatorio Pio en 1782.
Le pape Clément XIV le crée cardinal in pectore lors du consistoire du 12 décembre 1770. Sa création est publiée au mois de mars de l'année suivante. Le cardinal Casali est préfet de la Congrégation de la bonne gouvernance. Casali participe au conclave de 1774-1775, lors duquel Pie VI est élu pape.

### Sources
- Notices d'autorité :   - VIAF
  - ISNI
  - LCCN
  - GND
  - Italie
  - WorldCat
- Ressources relatives à la religion :   - Catholic Hierarchy
  - Cardinals of the Holy Roman Church
- Ressource relative aux beaux-arts :   - Royal Academy of Arts